# Campion (plaats)
Campion is een plaats in de regio Wheatbelt in West-Australië.

## Geschiedenis
Ten tijde van de Europese kolonisatie vormde de streek de grens tussen de leefgebieden van de Njakinjaki Nyungah en de Kalamaia Aborigines.
Begin jaren 1920 trokken mensen naar de streek omdat de 'Agricultural Bank' premies betaalde om er bomen te rooien. Sommigen vestigden zich op de kavels die ze hadden gerooid. Er werd een winkel en een schooltje geopend. Op 28 maart 1928 werd het dorpje Campion officieel gesticht. Het werd vernoemd naar William Campion, de gouverneur van West-Australië van 1924 tot 1931. Het dorp werd hard getroffen door lage graanprijzen in 1926 en de crisis van de jaren 30.
In 1932 werd de streek rond Campion daarenboven getroffen door een emoeplaag. De emoes aten en vertrappelden de oogsten en braken door de nabijgelegen rabbit-proof fence waardoor ook konijnen toegang tot de landbouwgebieden kregen. Het leger werd ingezet om de plaag te bestrijden maar majoor G.P.W. Meredith van de 'Seventh Heavy Battery of the Royal Australian Artillery' verloor de strijd. Deze 'Emu War' is deel van de West-Australische folklore gaan uitmaken.
Reeds in 1924 had ene J.Chandler aluniet gevonden in de omgeving van het nabijgelegen, in 1836 door John Septimus Roe ontdekte, 'Lake Campion', een zoutmeer. Uit het aluniet kon potas, gebruikt voor de productie van kunstmest voor de landbouw, gewonnen worden. Toen Japan tijdens de Tweede Wereldoorlog het eiland Nauru bezette, een leverancier van fosfaten voor kunstmest, vestigde de 'State Alunite Industry' zich ten westen van 'Lake Campion' om er het aluniet te ontginnen. In het nabijgelegen dorpje Chandler werden 250 staatsarbeiders gevestigd. Het zwaartepunt van de streek verlegde zich hierdoor van Campion naar Chandler.
Het schooltje van Campion sloot de deuren. Toen de West-Australische overheid in 1956 in de afgelegen gebieden 1.355 kilometer spoorweg uit dienst nam werd ook het nevenspoor van Campion gesloten. Op 24 november 1972 hield Campion officieel op te bestaan.

## 21e eeuw
Campion maakt deel uit van het lokale bestuursgebied (LGA) Shire of Nungarin, een landbouwdistrict. Het is een spookdorp. Volgens de volkstelling van 2016 wonen er geen mensen meer.

## Transport
Campion ligt aan de 'Burracoppin - Campion Road' die in verbinding staat met de Great Eastern Highway, 303 kilometer ten oostnoordoosten van de West-Australische hoofdstad Perth, 47 kilometer ten noordnoordoosten van Merredin en 37 kilometer ten oosten van de hoofdplaats van het lokale bestuursgebied waarvan het deel uitmaakt, Nungarin.